# Дизнијеви класици
Дизнијеви класици је eдиција бајки за децу која је у Србији излазила у четири циклуса у периоду од 2009. до 2020. године.

## О едицији
Едиција Дизнијеви класици представља обједињену едицију најлепших бајки за децу које је на свој јединствен начин испричао легендарни визионар Волт Дизни померајући границе људске маште. По многима најлепше бајке света односно бајке за сва времена, које је екранизовао Дизни и његова његова продукција која данас носи назив Компанија „Волт Дизни” (The Walt Disney Company), створили су један чаробан свет уз који су одрастале и одрастају генерације малишана. 
Едиција Дизнијеви класици или плави класици је пројекат који је покренула издавачка кућа Егмонт уз подршку Блица и Радио телевизије Србије. Сви наслови из едиције су урађени као предивно илустроване сликовнице у тврдом повезу на 64 стране. Због великог интересовања едиција је излазила у више наврата. Прво издање излазило је сваког петка од 9. октобра 2009. до 12. фебруара 2010. године. У том периоду изашло је 20 сликовница. Друго издање излазило је сваког петка од 19. октобра 2012. до 29. марта 2013. године. У том периоду поновљено је 20 већ објављених сликовница из првог издања и додато још пет нових. Треће издање излазило је од 14. октобра 2016. до 2. јуна 2017. године. У том периоду поновљено је 25 претходно издатих сликовница и додато још нових пет. Последња 31 сликовница изашла је 2020. године, а У штампи је и ново издање.